# Segunda Guerra dos Barões
A Segunda Guerra dos Barões (1264 - 1267) foi uma guerra civil na Inglaterra entre as tropas de vários barões ingleses, liderados por Simão de Montfort, contra as tropas reais lideradas pelo Príncipe Eduardo (depois rei Eduardo I).

## Causas
O reinado de Henrique III é sempre lembrada por um período de lutas civis, provocadas pelo próprio pelas demandas de finanças extras. Mas também é marcada pela grande insatisfação dos barões ingleses pela metodologia de governo, descontentes pela ampla fome.
O francês de nascença Simão de Montfort foi, originalmente, um dos conselheiros estrangeiros de Henrique, mas após se casar com a irmã do rei (Eleanor) sem consultá-lo, a relação de ambos acabou se distanciando. Seu relacionamento alcançou o ápice da crise em meados de 1250, quando Montfort foi mandado a julgamento por ter tomado ações como tenente na Gasconha, o último território Plantageneta além do Canal da Mancha.
Henrique também se envolveu no financiamento de uma guerra contra Hohenstaufen, na Sicília, a favor do papa. Em troca, ele receberia um título para o seu segundo filho, Edmundo Crouchback, e essa aproximação gerou um receio entre os barões que achavam que Henrique estava seguindo os passos do seu pai, o rei João I de Inglaterra. Assim como o seu pai, Henrique precisava ser contido. Simão, conde de Leicester, se tornou líder daqueles que queria forçar o rei a reassinar a Magna Carta, forçando-o a passar mais poderes ao conselho dos barões. Em 1258, sete barões forçaram Henrique a concordar com as Provisões de Oxford, o qual iria abolir efetivamente a monarquia absolutista anglo-normanda, dando o poder para o conselho de quinze barões para negociar os Negócios do Governo e prover um encontro de parlamento a cada três anos, para monitorar sua performance.
Henrique foi forçado a se comprometer em um juramento coletivo de manter as Provisões de Oxford. No anos seguintes, aqueles que apoiavam Montfort e aqueles que eram leais ao rei cresceram mais e se tornaram mais divididos. Henrique obteve a Bula pontifícia em 1261, deixando-o livre do juramento e ambos os lados começaram a preparar seus exércitos: as tropas reais sob o comando de Edward Longshanks, o filho mais velho de Henrique. Logo em seguida, começou uma guerra civil.

## Curso da guerra
O carismático Montfort e suas tropas capturaram a maior parte do sudeste da Inglaterra em 1263 e, na Batalha de Lewes em 1264, Henrique foi derrotado e feito prisioneiro pelo exército de Montfort. Enquanto Henrique era reduzido a um rei figurativo, Montfort estendeu a representação parlamentar para incluir grupos além da nobreza, como membros de cada condado da Inglaterra e muitas das importantes cidades. Henrique e Eduardo continuaram com a prisão domiciliar. O curto período que se seguiu foi o mais próximo que a Inglaterra chegou em abolir completamente a monarquia antes do período da Comunidade da Inglaterra em 1649-1660 e muitos dos barões que o apoiavam, começaram a achar que Montfort havia ido longe demais com as suas reformas.
Somente quinze meses depois da vitória de Montfort, o cenário se inverteu quando Edward Longshanks escapou do seu cativeiro, para liderar os leais ao rei em uma nova guerra, derrotando e matando Montfort na Batalha de Evesham em 1265. Seu filho, Simão, tentou uma negociação de rendição, mas foi negada pelos barões leais á Montfort. O impasse levou aos seis meses de Cerco de Kenilworth, onde o rei prevaleceu. As tropas de Montfort foram autorizadas a deixarem o castelo com suas armas e cavalos.
Logo após a vitória, os rebeldes foram suprimidos e a ordem foi restaurada em favor ao rei Henrique. As mortes nessa guerra chegam a 15 000.